# Franz Schall
Franz Schall (* 1. Juni 1918 in Graz; † 10. April 1945 in Parchim) war ein österreichisch-deutscher Militärflieger, der während des Zweiten Weltkriegs in der Luftwaffe diente. Als Jagdflieger flog er etwa 550 Kampfeinsätze und beanspruchte 133 Luftsiege. Er war Träger des Ritterkreuzes des Eisernen Kreuzes.

## Karriere
Schall wurde am 1. Juni 1918 in Graz in Österreich-Ungarn geboren. Er begann seinen Militärdienst bei der Flugabwehr, bevor er im September 1941 zum Jagdpiloten ausgebildet wurde. Im Rang eines Leutnants wurde Schall am 18. Februar 1943 zur 3. Staffel des Jagdgeschwaders 52 an die Ostfront versetzt. Zu dieser Zeit wurde diese Staffel von Oberleutnant Rudolf Miethig befehligt und gehörte zur I. Gruppe (1. Gruppe) von JG 52 unter der Leitung von Hauptmann Helmut Bennemann.

### Krieg gegen die Sowjetunion

I./JG 52 Insignien

Deutschland hatte am 22. Juni 1941 die Operation Barbarossa gestartet, den Einmarsch in die Sowjetunion. Im Februar 1943 war die I. Gruppe in Poltawa an der Ostfront stationiert und unterstand dem Luftwaffenkommando Don, das die Kämpfe in der Dritten Schlacht von Charkow unterstützte.
Am 4. Juli wurde die I. Gruppe in Vorbereitung auf das Unternehmen Zitadelle zum provisorischen Flugplatz Bessonowka verlegt, der etwa 20 Kilometer entfernt lag. Während der Schlacht von Kursk am 13. Juli beanspruchte Schall zusammen mit seinem Flügelmann Oberfeldwebel Franz Woidich den Abschuss eines Bodenangriffsflugzeugs Iljuschin Il-2. Am 11. November 1943 wurde Schall von Flak beschossen und in seiner Messerschmitt Bf 109 G-6 (Werknummer 410131) verwundet, was zu einer Notlandung drei Kilometer südlich von Kertsch führte.
Schall wurde am 20. März 1944 das Deutsche Kreuz in Gold verliehen. Am 10. Juni 1944 erhielt die I. Gruppe den Befehl, auf einem Flugplatz namens Peloniczna in der Nähe von Lemberg zu landen. Sieben Tage später wurde sie nach Serpnewe verlegt. Am 22. Juni starteten sowjetische Truppen die Operation Bagration und griffen die Heeresgruppe Mitte in Weißrussland an, mit dem Ziel, ihre Hauptarmeen einzukreisen und zu vernichten. Am 24. Juni verlegte die Gruppe nach Galați und erneut nach Peloniczna. Die Gruppe erreichte Grabowiec im Osten Polens am 27. Juli und Krakau am 1. August. Am 12. August wurden sie erneut verlegt und nach Mzurowa verlegt.
Vom 22. August bis zum 8. September 1944 hatte er 41 Gegner zum Absturz gebracht. Unter anderem schoss er am 26. August 1944 11 und am 31. August 1944 13 gegnerische Flugzeuge ab. Dafür wurde er im Bericht des Oberkommandos der Wehrmacht (OKW) namentlich erwähnt.
Am 25. September 1944 wurde er als Kapitän der 2. Staffel zum Erprobungskommando in Nowotny versetzt. Dort siegte er in 16 Luftkämpfen auf ‘Turbos’ (Me 262) und gehörte damit an die Spitze der Düsenjägerpiloten im Zweiten Weltkrieg.
Er starb am 10. April 1945, als sein Flugzeug beim Versuch einer Notlandung in Parchim, in einen Bombenkrater rollte und explodierte. Er wurde posthum zum Hauptmann befördert.

## Auszeichnungen
- 22.02.1944: Ehrenpokal für besondere Leistung im Luftkrieg[2]
- 05.06.1944: Deutsches Kreuz in Gold
- 10.10.1944: Ritterkreuz des Eisernen Kreuzes
- Eisernes Kreuz 1. Klasse
- Eisernes Kreuz 2. Klasse[1]